# Juan Echavarría
Juan Echavarría, född 28 januari 1962, är en colombiansk bågskytt. Han deltog vid olympiska sommarspelen 1984.